# Pump It Up
Pump It Up è un videogioco arcade basato sul ballo, sviluppato nel 1999 da Andamiro, una casa di produzione coreana. Simile a Dance Dance Revolution della Konami, i giocatori usano i piedi per ballare a ritmo di musica su un'apposita pedana.

## Modalità di gioco
Il gioco consiste nel premere le frecce in sincrono con la musica, a ritmo e a difficoltà e velocità diverse. Il cabinato si divide nel corpo principale, dove è presente l'impianto audio, video e luminoso, più il sistema di gestione delle impostazioni di sistema interno, chiuso in uno sportello con le fessure per l'inserimento dei gettoni o monete. Collegata da un tubo a protezione dei cablaggi, troviamo la doppia pedana composta da un totale di dieci tasti e due barre per permettere ai giocatori di tenersi durante la partita.
Il giocatore (o "dancer" o anche "stepper") si posiziona su una delle due pedane. Quest'ultima è composta da cinque tasti: due anteriori rossi che nell'interfaccia di selezione fungono da tasto back, due posteriori blu utilizzati per scegliere e muoversi nella selezione, e uno centrale giallo che viene utilizzato per confermare.

### Interfaccia
La schermata iniziale, a seconda della versione di gioco, mostra l'interfaccia di selezione delle canzoni dove verranno mostrati i dettagli disponibili: titolo, artista, bpm (beat per minute), livelli di difficoltà, stazione/canale di gioco, l'anteprima del video di sfondo (BGM) e, nelle versioni più recenti, 5 cuori che andranno a consumarsi ad ogni canzone (2 cuori per le canzoni normali, 3 per le Remix, 4 per le Full songs, 1 per le Shortcut).
In questa schermata è possibile inserire dei modificatori per migliorare l'esperienza di gioco, come quello per la velocità delle frecce, fondamentale per una corretta visualizzazione delle frecce in ogni canzone durante la partita.
Seguendo il sistema dei cuori, di default sono disponibili tre canzoni normali per partita se il giocatore ottiene un punteggio uguale o superiore ad A.
Nelle vecchie versioni bisognava selezionare la modalità di gioco prima di arrivare a questa interfaccia: Easy station, Arcade, Remix, ecc.).

### Schermata di gioco
La schermata di gioco effettiva invece presenta in alto lo scorebar che segna l'andamento della prestazione, appena sotto troviamo delle frecce target grigie, mentre nel resto della schermata sottostante salirà la sequenza di frecce da premere a ritmo di musica.
Il momento esatto in cui bisogna premere la freccia sulla pedana è quando, sullo schermo, le frecce colorate coincidono su quelle grigie della rispettiva colonna.
La precisione in questo gioco è molto importante, infatti esiste un timing (Judge) per quanto riguarda la pressione della freccia: quando coincide perfettamente il punteggio è Perfect, se si ritarda o anticipa di pochissimo è Great, poi ci sono Good, Bad e infine se si manca la freccia è Miss.
Prendendo continuamente le frecce si ottengono nel corso della canzone delle combo che si accumulano a partire da quattro in su, e proseguono quando il punteggio preso è Perfect o Great, mentre vengono mantenute con i Good e perse con Bad e Miss.
Prendere Perfect o Great farà caricare la barra della vita in alto, i Good, Bad e Miss invece la scaricheranno e una volta svuotata completamente interromperà la partita indicando il game over.

### Risultato
Dalla somma di questi punteggi, a fine canzone comparirà una tabella con la lista dei dettagli e il punteggio finale che va dalla A alla D a seconda di come si ha giocato. Se il punteggio è troppo basso si ottiene una F, ottenendo un game over anche se si è alla prima canzone (a meno di star giocando al livello Easy). Il punteggio massimo è S, per ottenerlo non bisogna avere neanche un Miss. A seconda della versione di gioco ci possono essere variazioni di questo ultimo risultato in relazione alla precisione, infatti può essere blu se il giocatore ha effettuato almeno un Bad ma nessun Miss, dorata se ci sono dei Great e/o Good oltre ai Perfect. Se la precisione è stata massima e il punteggio riscontra solo Perfect allora il risultato sarà una doppia S.
Nella versione del ventennale il risultato perfetto è una tripla S, mentre sarà doppia nel risultato comprensivo di Great e non è presente quella blu, ma sarà dorata e singola evitando i Miss ma con almeno un Bad.
Una partita completa è composta solitamente da tre canzoni, delle quali la prima si distingue per avere disattivo di default lo Stage Break (il game over allo scaricamento dello scorebar). Ciò non toglie che si possa fare game over ottenendo una F come risultato, oppure collezionando 50 combo Miss durante la canzone.

## Modificatori
Sono comandi che modificano le frecce in quanto a velocità, forma e modalità.
A seconda delle versioni, alcuni codici sono sbloccabili tramite le missioni o missioni nascoste.
Nella Full Mode delle versioni recenti, una sequenza apre il pannello dei modificatori, nelle vecchie versioni invece cancella tutti quelli attivi.
Velocità
I modificatori di velocità sono semplici da attivare e fondamentali una volta presa confidenza con il gioco: aumentano la velocità delle frecce distanziando le une dalle altre (non modifica quindi i bpm della canzone). Bisogna utilizzare questo comando in quantità inversamente proporzionale ai bpm: canzoni molto lente richiederanno un modificatore più alto (es: 120 bpm → x5), al contrario quelle più veloci dovranno avere un ribasso adeguato (es: 190 bpm → x3), eventualmente aiutandosi con il x0.5 aggiuntivo (es: 230 bpm → x3.5). 

Sbagliare l'impostazione di questo modificatore può risultare in frecce che salgono troppo lente e attaccate, oppure troppo veloci e distanziate.
Esistono dei modificatori preimpostati che variano la velocità delle frecce secondo precisi schemi: il RV (Random Velocity) gioca con i modificatori da x1 a x4 durante la canzone, ottenendo dei cambi di velocità improvvisi. L'EW (Earthworm) invece alterna continuamente le velocità x2 e x3 ottenendo un effetto strisciante. 

Oltre a questi classici modificatori per la velocità, sono stati introdotti anche quelli di Auto Velocity come nel cabinato In the Groove. Questi impostano la velocità delle frecce in modo più preciso rispetto ai modificatori spiegati sopra (es: 150 bpm → x4 = AV600)
Skin
È possibile modificare l'estetica delle frecce con le skin listate in questo comando, possono essere disegnate come in altre vecchie versioni del gioco oppure tematizzate, come ad esempio quelle elementali (Wind, Fire, ecc.) o quelle estratte dalle canzoni (Canon-D Eye)
Modalità
Esistono diversi comandi che modificano la modalità di gioco in differenti modi. Alcuni esempi sono: 

Random Step (RS) mischia la stepchart ridistribuendo le frecce a caso, mantenendo però l'impostazione e il ritmo originale; 

Reverse Judge (RJ) inverte visivamente la scala del timing: al posto dei Perfect verranno mostrati i Miss e al posto dei Great verranno mostrati i Bad; 

Vanish (V) nasconde le frecce nella metà superiore dello schermo, dimezzando il campo visivo del giocatore; 

Freedom (FD) nasconde i target.

## Stazioni e canali di gioco
Nelle vecchie versioni (ad esempio la Zero del 2006) esisteva la suddivisione in stazioni: Easy Station, consigliata a chi non ha mai messo piede su questo gioco; la Arcade Station, che comprende le difficoltà Normal (ES), Hard (HD), Crazy (CZ), Freestyle (FS), Nightmare (NM). In questa stazione le canzoni si dividono nei canali Banya, KPop, Pop, Another. 

Il canale Another (AN) comprende varie canzoni prese dai canali precedenti, ma stepchart molto più difficili e al posto dei livelli erano visualizzati due punti interrogativi (??). Attualmente le difficoltà Another sono mischiate insieme a quelle normali senza nessuna distinzione.
La Remix Station è una raccolta dei brani più lunghi di quelli normali (giocabili solo 2 per partita), i quali non sono altro che dei remix tra varie canzoni fuse tra loro. Sono presenti anche le Full Mix, cioè canzoni presenti nell'arcade, ma con una durata maggiore.
Oltre queste modalità "classiche", è presente anche la Mission Mode: In questa modalità sono presenti numerose missioni di vario genere e difficoltà dove ricorrono spesso modificatori di velocità, di frecce o addirittura bombe che complicano il corso delle canzoni.
Nelle versioni di ultima generazione invece, sbloccando il cabinato nella Full Mode si ha accesso alla lista completa delle canzoni e alla loro divisione in canali.

## Livelli di difficoltà
Nell'interfaccia di selezione della canzone è possibile notare diverse difficoltà per ogni canzone: Easy, Normal, Hard e Very Hard. Tutte e quattro presentano un livello numerico che aiuta il giocatore a comprendere a grandi linee la possibilità di riuscita della prestazione. Nelle vecchie versioni possono essere indicati con cifre, stelle o teschi. 

Nei livelli più bassi i passi sono facilmente prevedibili ed i giocatori riescono a prepararsi in tempo, iniziando a capire come funziona il gioco. Aumentando il livello invece aumenta anche la quantità di frecce nella stepchart, che acquisisce un maggiore senso ritmico e sviluppa un senso di continuità nel giocatore, che si abituerà pian piano a coordinare il movimento con passi sempre più specifici. 

Ai livelli alti il giocatore dovrà fare i conti non solo con i quarti di battuta, ma anche con ottavi e a volte sedicesimi, che richiedono un livello di preparazione molto alto. Molti novizi si lasciano intimidire da questa difficoltà e finiscono per non giocare, ma si tratta solo di prendersi del tempo per comprendere il legame delle frecce in sequenza e sviluppare i riflessi per leggere le stepchart in velocità. È fondamentale imparare fin da subito ad utilizzare i piedi in modo alternato, evitando di andare in "doublestep" (prendere una sequenza di due o più frecce con un solo piede), in quanto le stepchart sono studiate per seguire un movimento preciso che può portare il giocatore ad incrociare le gambe o addirittura a fare una rotazione completa.
Single
Sono indicati con "Single" tutti i livelli da giocare su una singola pedana, cioè utilizzando cinque tasti. È la modalità classica che permette la partecipazione di due giocatori. L'indicatore ha lo sfondo colorato di arancione o rosso a seconda della versione. Questo racchiude le vecchie difficoltà Normal, Hard e Crazy

La Single Performance invece è una difficoltà in singola pedana che permette lo sviluppo di balli coreografici.
Double
La difficoltà "Double" consiste nell'utilizzo di tutti e dieci i tasti sulla pedana, le frecce avranno quindi la copertura dell'intero schermo. È disponibile solo con un giocatore e richiede una preparazione più elevata. Comprende le vecchie modalità Freestyle e Nightmare. Il colore di fondo è verde.

Nonostante ci siano ancora delle canzoni di basso livello ballabili con coreografia, è presente anche la difficoltà "Double Performance" con l'indicatore a sfondo blu, che è il corrispettivo della Single P. su doppia pedana.
Co-Operation
I livelli di cooperazione consistono in una stepchart giocabile da più persone, che devono essere obbligatoriamente quelle indicate, in quanto i passi sono studiati apposta per essere seguiti da quel dato numero di persone. In questo caso le frecce saranno colorate in gruppi, e ogni giocatore dovrà seguire il suo colore. Questo si rende necessario in quanto i giocatori arriveranno ad incrociarsi e anche a scambiarsi di posto, a seconda della canzone scelta. Il colore di sfondo di questo indicatore e giallo e presenta l'icona di una persona con il numero di persone necessarie allo svolgimento della canzone (x2, x3, ecc.)

## Le canzoni
Le canzoni utilizzate in Pump It Up sono normalmente canzoni pop, hip-hop, dance, ma anche rock, rap e metal o create appositamente da una divisione musicale di Andamiro. Una di queste, Banya Production, è specializzata nel produrre nuove canzoni appositamente per il gioco, spesso ispirandosi ad artisti classici come Mozart, Beethoven, Vivaldi, Pachelbel e Bach. La durata delle canzoni varia tra uno e sei minuti circa. 

Oltre i numerosi riferimenti alla musica classica, sono presenti anche molti esempi tratti direttamente o alla lontana da canzoni contemporanee o altro. Alcuni esempi citano i Daft Punk, Metallica, Gloria Estefan, Surfaris, ecc.